# Peter Hantz
Peter Hantz (* 1. Februar 1974 in Klausenburg) ist ein ungarischer Biophysiker und Erfinder. Er forscht auf dem Gebiet der Reaktionsdiffusionssysteme und Translationalen Medizin.

## Werdegang
Er belegte ein Studium der Physik (1992–1998) an der Babeș-Bolyai Universität Klausenburg und an der Eötvös-Loránd-Universität Budapest. 1998 war er Gasthörer an der Universität Oxford. Er promovierte im Jahr 2006 am Lehrstuhl für Theoretische Physik an der Universität Genf.
Zwischen 2003 und 2006 war er Dozent an der Fakultät für Theoretische Physik der Babeș-Bolyai-Universität in Klausenburg. Danach erhielt er ein Postdoc-Stipendium am Europäischen Laboratorium für Molekularbiologie (EMBL) in Heidelberg, wo er sich mit Genexpressionsmustern befasste. Von 2011 bis 2015 war er Postdoktorand am Friedrich-Miescher-Institut für Medizinische Biologie in Basel, wo er im Bereich der Netzhautelektrophysiologie forschte. In 2016 war er wissenschaftlicher Mitarbeiter an der École Polytechnique Fédérale de Lausanne. Von 2017 bis 2020 war er leitender Forscher an der Medizinischen Fakultät der Universität Pécs (Ungarn). Ab 2020 ist er Gastforscher am Institut für Chemie der Eötvös-Loránd-Universität in Budapest. 2019 gründete er ein Startup in Klausenburg, Siebenbürgen, die er derzeit leitet. Er ist Autor und Mitautor wissenschaftlicher Veröffentlichungen, populärwissenschaftlicher Schriften und mehrerer Patente.
Bekannt ist er für ein relativ einfach zu realisierendes Reaktions-Diffusionssystem (sogenannte Hantz-Reaktionen) das Ähnlichkeiten zu Liesegangschen Ringen aufweist mit periodischen Mustern, aber auch eine Reihe anderer Musterbildungen in der Art chemischer Wellen zeigt.

## Tätigkeit in Nichtregierungsorganisationen
Von 2004 bis 2015 stellvertretender Vorsitzender des Komitees „Initiative Bolyai“, das sich für die Wiedereröffnung der ungarischen Staatsuniversität in Rumänien einsetzte.
Er hat mehrere bedeutende Fälle von Plagiaten aufgedeckt, an denen Akademiker in Leitungspositionen aus Rumänien beteiligt waren.
Er ist Mitglied im Vorstand der Internationale Schornsteinkuchen Handelsgesellschaft, die er 2013 gründete.